# Yong Ji
Yong Ji (chin. 雍己) znany też jako Lü Ji, imię własne Zi Dian lub Zi Zhou – władca Chin z dynastii Shang.
Starożytna chińska kronika Zapiski historyka autorstwa Sima Qian informuje, że wstąpił na tron po śmierci swojego brata Xiao Jia. Rządził przez 12 lat, otrzymał pośmiertne imię Yong Ji, a jego następcą został młodszy brat Tai Wu (太戊). Niewiele wiadomo o szczegółach jego panowania, ale jeśli wierzyć zapiskom, podczas jego panowania władza Shangów zaczęła podupadać, a część wasali wypowiedziała im posłuszeństwo.